# 野村美紀子
野村 美紀子（のむら みきこ、1940年10月1日 - ）は、日本の翻訳家。

## 人物・来歴
東京生まれ。東京大学大学院宗教学専攻修士課程修了。
ドイツ語の学術書を中心に翻訳する。
当初はユング派のものが多くその主著『変容の象徴』を全訳、その後悪魔学、ドイツ現代史などを中心に仕事をしている。

## 翻訳
- 『メルヘンと女性心理』（M.-L.フォン・フランツ、秋山さと子共訳、海鳴社） 1979.1
- 『ユングの人間論』（カール・グスタフ・ユング、秋山さと子共訳、思索社） 1980.5
- 『ヨブへの答え』（C・G・ユング、ヨルダン社） 1981.3
- 『ユングの象徴論』（カール・グスタフ・ユング、思索社） 1981.11
- 『1985年 続ジョージ・オーウェル「1984年」』（ジェルジ・ダロス、柘植書房） 1984.10
- 『芸術と創造的無意識』（エーリッヒ・ノイマン、氏原寛共訳、創元社、ユング心理学選書） 1984.5
- 『変容の象徴 精神分裂病の前駆症状』（ユング、筑摩書房） 1985.2、のち学芸文庫
- 『ハンス・アイスラー 人と音楽』（アルブレヒト・ベッツ、浅野利昭共訳、晶文社） 1985.2
- 『子どもと悪 絵を描く集団治療』（クリスティアーネ・ルッツ、晶文社） 1985.10
- 『ユングと聖書』（W・G・ロリンズ、教文館） 1986.3
- 『悪魔との対話』（L・コワコフスキ、筑摩書房） 1986.4
- 『ダヤン / ゆりの花蔭に』（ミルチャ・エリアーデ、筑摩書房） 1986.9
- 『魂の言葉としての夢 ユング心理学の夢分析』（ハンス・ディークマン、紀伊国屋書店） 1988.8
- 『フルトヴェングラーを讃えて 巨匠の今日的意味』（ゴットフリート・クラウス編、音楽之友社） 1989.1
- 『三人の「科学者」と「神」 情報時代に「生の意味」を問う』（ロバート・ライト、どうぶつ社） 1990.10
- 『ヴァンパイアと屍体 死と埋葬のフォークロア』（ポール・バーバー、工作舎） 1991.7 ISBN 978-4-87502-542-9
- 『フィガロの誕生 モーツァルトとフランス革命』（イヴァン・ナーゲル、音楽之友社） 1992.3
- 『五つの感覚 イタロ・カルヴィーノ追想』（F・ゴンサレス＝クルッシ、工作舎） 1993.10 ISBN 978-4-87502-224-4
- 『ベンヤミンの黒い鞄 亡命の記録』（リーザ・フィトコ、晶文社） 1993.6
- 『僕は銃と鉄条網に囲まれて育った ホロコーストを生き残った子どもの記録』（トマス・ジーヴ、どうぶつ社） 1993.5
- 『ビスマルク 生粋のプロイセン人・帝国創建の父』（エルンスト・エンゲルベルク、海鳴社） 1996.3
- 『大衆の装飾』（ジークフリート・クラカウアー、船戸満之共訳、法政大学出版局、叢書・ウニベルシタス） 1996.3
- 『世界の没落』（ゲルハルト・マルセル・マルティーン、青土社） 1996.12
- 『異端の歴史』（D・クリスティ=マレイ、教文館） 1997.10
- 『マルクス論』（エルンスト・ブロッホ、船戸満之共訳、作品社） 1998.4
- 『誤解されたイエス』（R・ハイリゲンタール、教文館） 1998.6
- 『西暦はどのようにして生まれたのか』（H・マイアー、教文館） 1999.9
- 『シャーマニズムと想像力 ディドロ、モーツァルト、ゲーテへの衝撃』（グローリア・フラハティ、工作舎） 2005.8 ISBN 978-4-87502-387-6

### J・B・ラッセル
- 『悪魔 古代から原始キリスト教まで』（J・B・ラッセル、教文館） 1984.5
- 『サタン 初期キリスト教の伝統』（J・B・ラッセル、教文館） 1987.4
- 『魔術の歴史』（J・B・ラッセル、筑摩書房） 1987.8
- 『ルシファー 中世の悪魔』（J・B・ラッセル、教文館） 1989.2
- 『メフィストフェレス 近代世界の悪魔』（J・B・ラッセル、教文館） 1991.4
- 『天国の歴史 歌う沈黙』（J・B・ラッセル、教文館） 1998.12